# エオディキノドン
エオディキノドン(Eodicynodon) は古生代ペルム紀後期に生息していた草食単弓類の絶滅した属。単弓綱 - 獣弓目 - 異歯亜目 - ディキノドン下目に属する。既知で最古のディキノドン類とされる。

## 特徴
体長約45cm、肩高15cmほどの小型植物食動物。小さな四本の頬歯は残っているものの、ディキノドン類の特徴である発達した二本の犬歯を備えている。

## 分布
南アフリカから化石が出土。